# 蜡瓶糖

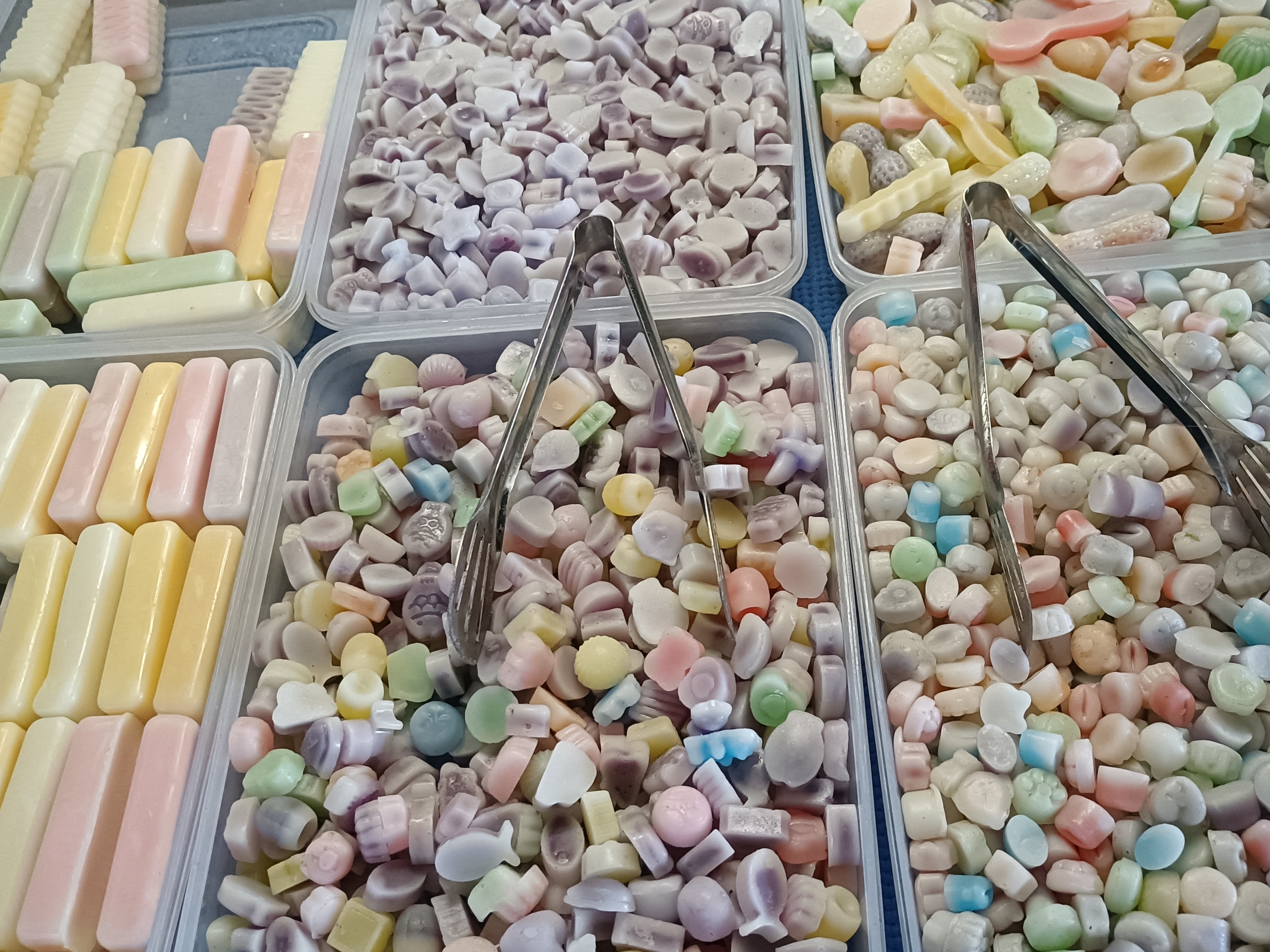
市场上出售的蜡瓶糖

蜡瓶糖是一種供用於咀嚼而不是吞食的糖果。该糖外壳用蜂蜡制成，内含糖浆、果酱等可食用流体，吃起来具有“爆浆”的口感。最早的蜡瓶糖由美国的杜丝卷轴食品厂于20世纪发明，其初代产品为Nik-L-Nip。
蜡瓶糖在中華人民共和國作为一种新晋的网红美食，近年受到各大网红吃播的青睐，同时也风靡于中小学生群体；然而蠟瓶糖受歡迎的同时也存在众多的安全风险。一方面，市场上销售的蜡瓶糖大部分为“三无产品”（指無生產日期、無許可證以及無生產商資料）；另一方面，蜡瓶糖使用的蜂蜡作为食品添加剂按照《食品安全国家标准—食品添加剂使用标准》（GB 2760-2024）的规定可用于食物上光和保鲜，但对于制作食品容器或外壳并未提供相应许可。
在台灣，政府並未准許其進口，在台灣販賣者可能涉嫌違法。

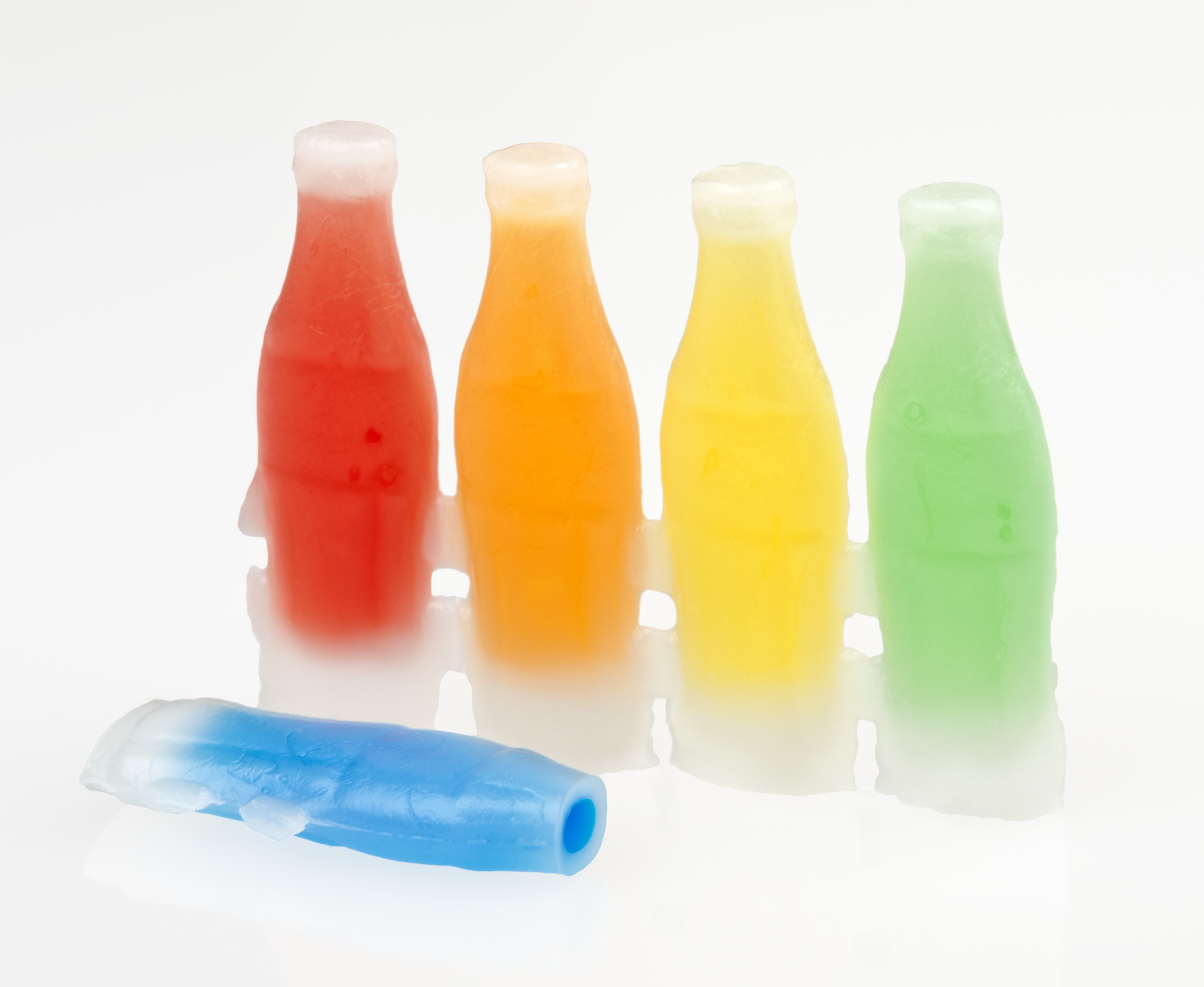
Nik-L-Nip